# Italochrysa gagginoi
Italochrysa gagginoi är en insektsart som först beskrevs av Navás 1929.  Italochrysa gagginoi ingår i släktet Italochrysa och familjen guldögonsländor. Inga underarter finns listade i Catalogue of Life.